# Dolina Snezhnaja
Dolina Snezhnaja (englische Transkription von russisch Долина Снежная Dolina Sneschnaja, deutsch ‚Schneetal‘) ist ein Tal mit nord-südlicher Ausrichtung im Mac-Robertson-Land. Es liegt am südlichen Ende des Mawson Escarpment. Am nördlichen Ende des Tals liegt der See Ozero Mezhgornoe.
Russische Wissenschaftler benannten es.